# Tranbärssvulst
Tranbärssvulst (Exobasidium rostrupii) är en svampart som beskrevs av Nannf. 1981. Tranbärssvulst ingår i släktet Exobasidium och familjen Exobasidiaceae.  Arten är reproducerande i Sverige. Inga underarter finns listade i Catalogue of Life.

## Källor

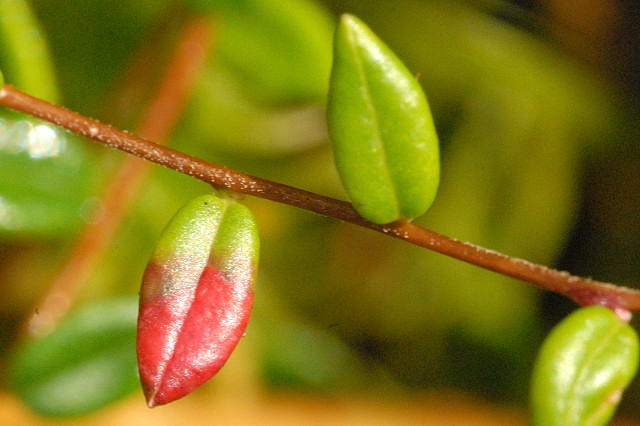